# Catedral de Zagreb
La catedral de Zagreb, situada al barri del Kaptol de la capital croata, està dedicada a l'Ascensió de la Verge i a sant Esteve i sant Ladislau. Les seves torres esveltes es veuen des de gairebé tota la ciutat.
L'any 1217 el rei Ladislau fundava l'Arxidiòcesi de Zagreb i tot seguit construïa una petita església romànica de nau senzilla per ser ampliada posteriorment. Durant la invasió tosca del 1242, va ser incendiada. No va ser fins al segle xiii que el bisbe Timoteu va construir la nau central, amb dues capelles contigües i la sagristia.
La construcció i decoració de la Catedral era continuada pel bisbe Esteve III (Kanižaj) a la segona meitat del segle xiv, que va completar la construcció amb els últims estils i va acabar la nau central i les primeres capelles gòtiques al nord i al sud. Una altra vegada el foc la cremava gairebé totalment al final del mateix segle.
Al començament del segle xv, el bisbe Eberhard nomenava alguns dels més distingits artesans mestres europeus per renovar l'església en el darrer estil gòtic. Però, mentrestant, patia un atac del comte Celjski que la tornava a destruir. A més, Nikola Thurn, el comandant de les tropes auxiliars espanyoles, destruïa els dos campanars el 1529.

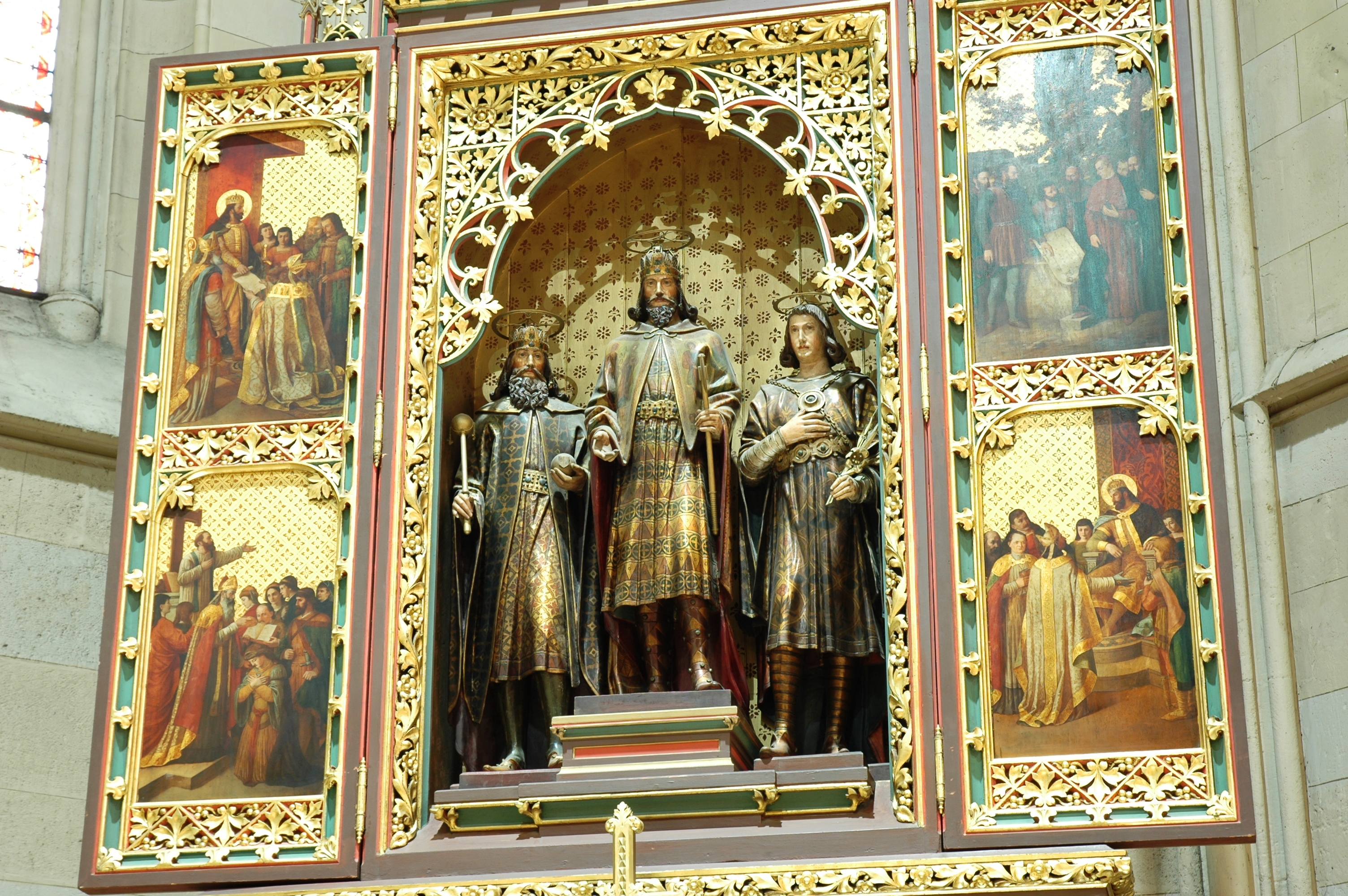
El tríptic del Gòlgota d'Albrecht Dürer, del 1495

A mitjan segle xvi, la Catedral es reconstruïa en estil gòtic, amb la decoració encarregada pel bisbe Osvald Thuz.
A mitjan segle xvii s'aixecaven prop de la catedral un campanar massís de cinc costats amb elements renaixentistes, una talaia i un edifici de defensa que reemplaçaven campanars petits anteriors. El campanar va representar el símbol de la ciutat fins al terratrèmol de 1880 i es pot trobar a tots els dibuixos i a les primeres fotografies fetes de Zagreb.
El bisbe Juraj Haulik (1837-1852) hi introduïa nou mobiliari d'estil croat, feia canvis a l'altar tot decorant-lo amb estàtues de fusta i enriquia i decorava el santuari sencer.

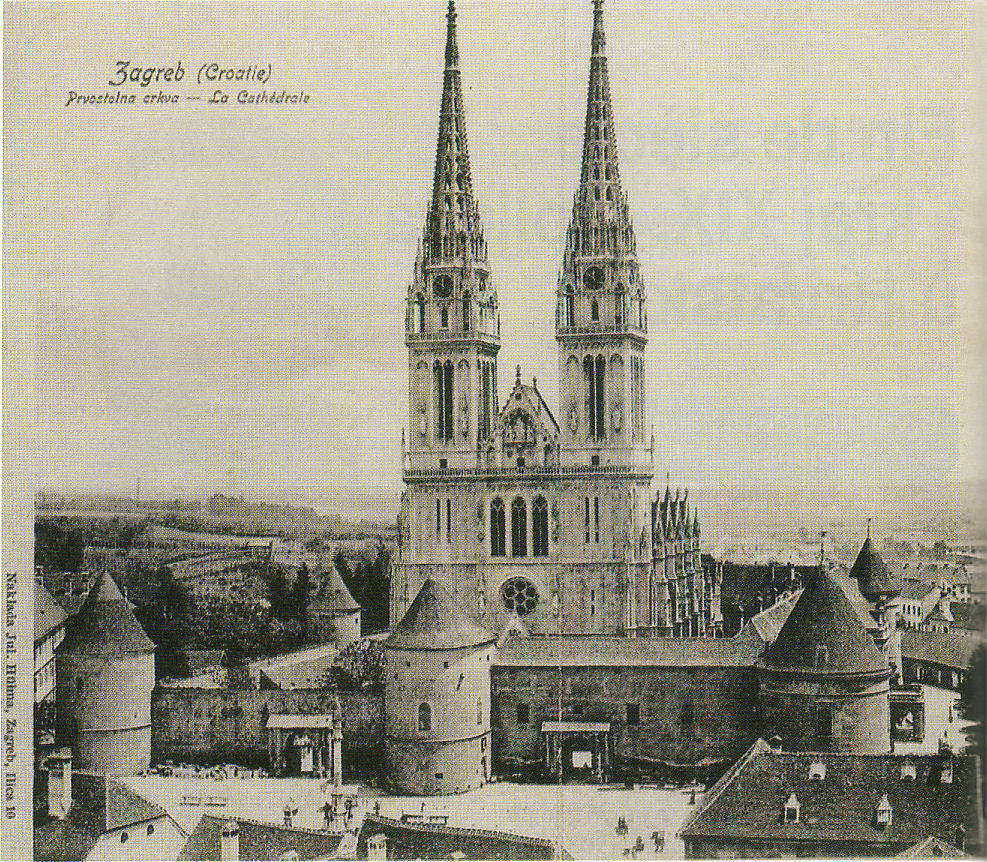
La catedral restaurada segons el disseny de Hermann Bolle al final del

El 1870, l'arquebisbe J. Mihanović contractava el famós arquitecte F. Schmidt per renovar la Catedral. Els primers estudis de Schmidt van diagnosticar que el sostre estava tan mal construït que la pressió sobre les voltes feia que les parets es moguessin: la part principal de l'embigat de fusta del sostre s'havia podrit malgrat les nombroses reparacions que s'hi havien fet.
Les intervencions anteriors a la Catedral incloïen la construcció d'un conjunt d'arcs transversals, que separaven la nau central de les laterals. A més, a les naus laterals s'hi havien construït dues capelles i la sagristia s'havia expandit, però d'una manera incoherent amb l'antic disseny regular de l'interior. Per acabar-ho d'adobar, la Catedral es desendreçava amb nombrosos altars i objectes, pocs dels quals tenien algun valor artístic o estètic.
El nou disseny de Schmidt per a la Catedral s'acceptava, i la renovació es confiava a l'arquitecte Hermann Bolle, amb qui Scmidt havia treballat en el passat. Bolle establia el taller en una pedrera prop de la Catedral, fins a la qual transportava la pedra de Medvednica, que s'havia utilitzat en la construcció de la Catedral vella.

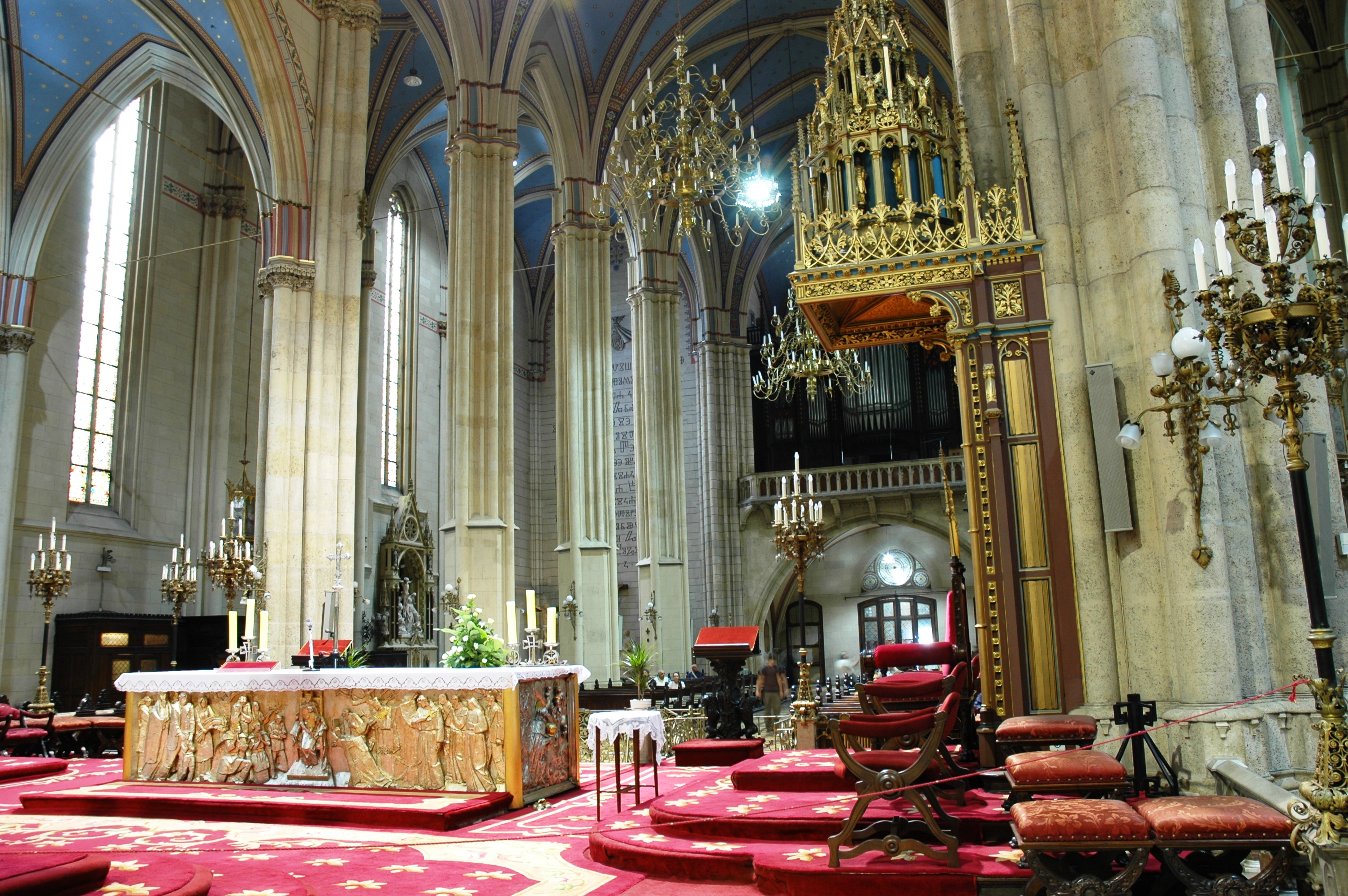
Vista de l'interior

Desafortunadament, el 9 de novembre de 1880, Zagreb era colpejada per un terratrèmol que va provocar danys seriosos a la Catedral. Totes les seves parts mal construïdes, que havien d'haver sofert la renovació, es destruïren. Tanmateix, Bolle presentava el seu pla per a la reconstrucció de la Catedral el 1884. La renovació va implicar més de 150 persones, entre fusters, paletes, picapedrers, escultors, ferrers i treballadors en general. Irònicament, els efectes del terratrèmol havien ajudat a fer de l'interior un tot integrat, i l'inventari de l'església es reduïa al mínim, amb el mobiliari més funcional.
El març de 1902, es retirava la bastida de fusta de la Catedral, que revelava la mida impressionant de l'església i la seva bellesa. Aquesta esplendor era realçada pel toc de les campanes des de les dues torres de la Catedral, un so que es podria sentir pertot arreu de la ciutat.